# Giải thưởng Điện ảnh Hồng Kông lần thứ 16
Giải thưởng Điện ảnh Hồng Kông lần thứ mười sáu được tổ chức ngày 13 tháng 4 năm 1997 tại Trung tâm văn hóa Hồng Kông, Hồng Kông. Người dẫn chương trình là nữ nghệ sĩ Thẩm Điện Hà. Bộ phim Điềm mật mật của đạo diễn Trần Khả Tân là tác phẩm thành công nhất với 9 giải (trong tổng số 11 đề cử).

## Danh sách các đề cử và giải thưởng
| Phim hay nhất                                                  | Phim hay nhất                            | Phim hay nhất |
| Phim                                                           | Tên tiếng Anh                            |               |
| -------------------------------------------------------------- | ---------------------------------------- | ------------- |
| Điềm mật mật (甜蜜蜜)                                          | Comrades: Almost a Love Story            |               |
| Hổ độ môn (虎度門)                                             | Entrance of the P-Side                   |               |
| Xung phong đội nộ hỏa nhai đầu (衝鋒隊怒火街頭)                | Big Bullet                               |               |
| Câu chuyện cảnh sát 4: Nhiệm vụ đơn giản (警察故事4之簡單任務) | Police Story 4: First Strike             |               |
| Sắc tình nam nữ (色情男女)                                     | Viva Erotica                             |               |
| Đạo diễn xuất sắc nhất                                         |                                          |               |
| Đạo diễn                                                       | Phim                                     |               |
| Trần Khả Tân                                                   | Điềm mật mật                             |               |
| Trần Mộc Thắng                                                 | Xung phong đội nộ hỏa nhai đầu           |               |
| Nhĩ Đông Thăng La Chí Lương                                    | Sắc tình nam nữ                          |               |
| Triệu Sùng Cơ                                                  | Tam cá thụ thương đích cảnh sát          |               |
| Thư Kì                                                         | Hổ độ môn                                |               |
| Kịch bản hay nhất                                              |                                          |               |
| Biên kịch                                                      | Phim                                     |               |
| Ngạn Tây                                                       | Điềm mật mật                             |               |
| Đỗ Quốc Uy                                                     | Hổ độ môn                                |               |
| Chung Kế Xương                                                 | Khứ ba! Fit Nhân binh đoàn'              |               |
| Lý Chí Nghị                                                    | Thiên nhai hải giác                      |               |
| Trương Chí Thành                                               | Nhân gian sắc tướng                      |               |
| Nam diễn viên chính xuất sắc nhất                              |                                          |               |
| Diễn viên                                                      | Phim                                     |               |
| Trịnh Tắc Sĩ                                                   | Tam cá thụ thương đích cảnh sát          |               |
| Lê Minh                                                        | Điềm mật mật                             |               |
| Lưu Thanh Vân                                                  | Xung phong đội nộ hỏa nhai đầu           |               |
| Vương Mẫn Đức                                                  | Phi hổ                                   |               |
| Thành Long                                                     | Câu chuyện cảnh sát 4: Nhiệm vụ đơn giản |               |
| Trương Quốc Vinh                                               | Sắc tình nam nữ                          |               |
| Nữ diễn viên chính xuất sắc nhất                               |                                          |               |
| Diễn viên                                                      | Phim                                     |               |
| Trương Mạn Ngọc                                                | Điềm mật mật                             |               |
| Tiêu Phương Phương                                             | Hổ độ môn                                |               |
| Mạc Văn Úy                                                     | Thần ăn                                  |               |
| Củng Lợi                                                       | Phong nguyệt                             |               |
| Ngô Quân Như                                                   | Tứ diện hạ oa                            |               |
| Nam diễn viên phụ xuất sắc nhất                                |                                          |               |
| Diễn viên                                                      | Phim                                     |               |
| Tằng Chí Vĩ                                                    | Điềm mật mật                             |               |
| Trần Tiểu Xuân                                                 | Xung phong đội nộ hỏa nhai đầu           |               |
| Lâm Hiểu Phong                                                 | Tam cá thụ thương đích cảnh sát          |               |
| Từ Cẩm Giang                                                   | Sắc tình nam nữ                          |               |
| Hoàng Thu Sinh                                                 | Cổ hoặc tử 3: Chi chích thủ già thiên    |               |
| Nhậm Đạt Hoa                                                   | Kim bảng đề danh                         |               |
| Nữ diễn viên phụ xuất sắc nhất                                 |                                          |               |
| Diễn viên                                                      | Phim                                     |               |
| Thư Kỳ                                                         | Sắc tình nam nữ                          |               |
| La Lan                                                         | Thất nguyệt thập tam chi bà              |               |
| Lý Ỷ Hồng                                                      | Xung phong đội nộ hỏa nhai đầu           |               |
| Lý Ỷ Hồng                                                      | Kim chi ngọc diệp 2                      |               |
| Viên Vịnh Nghi                                                 | Hổ độ môn                                |               |
| La Quan Lan                                                    | Cảng đốc tối hậu nhất cá bảo tiêu        |               |
| Diễn viên mới xuất sắc nhất                                    |                                          |               |
| Diễn viên                                                      | Phim                                     |               |
| Thư Kỳ                                                         | Sắc tình nam nữ                          |               |
| Ngô Thần Quân                                                  | Câu chuyện cảnh sát 4: Nhiệm vụ đơn giản |               |
| Lý Ỷ Hồng                                                      | Kim chi ngọc diệp 2                      |               |
| Dương Cung Như                                                 | Điềm mật mật                             |               |
| Trần Hiểu Đông                                                 | Hổ độ môn                                |               |